# Твін-Фоллс (Айдахо)
Твін-Фоллс (англ. Twin Falls) — окружний центр і найбільше місто округу Твін-Фоллс, штат Айдахо, США. Згідно з переписом 2010 року населення становило 44125 осіб, що на 9656 осіб більше, ніж 2000 року.
У регіоні Чарівна долина Твін-Фоллс — найбільше місто в радіусі 100 миль (160 км) і є регіональним комерційним центром південно-центрального штату Айдахо та північно-східного штату Невада. Це головне місто Столичного статистичного району Твін-Фоллс, який офіційно включає всю територію округів Твін-Фоллс та Джером. Курортне співтовариство Джекпот, штат Невада, за півсотні миль (80 км) на південь від межі штату, неофіційно вважається частиною великого району Твін-Фоллс[джерело?].
Твін-Фоллс знаходиться на широкій рівнині біля південного краю каньйону річки Снейк.

## Географія
Твін-Фоллс розташований за координатами 42°33′46″ пн. ш. 114°27′50″ зх. д. / 42.56278° пн. ш. 114.46389° зх. д. (42.562815, −114.463988).  За даними Бюро перепису населення США в 2010 році місто мало площу 47,03 км², з яких 46,89 км² — суходіл та 0,15 км² — водойми. В 2017 році площа становила 49,71 км², з яких 49,42 км² — суходіл та 0,28 км² — водойми.

### Клімат
| Клімат : Твін-Фоллс     | Клімат : Твін-Фоллс | Клімат : Твін-Фоллс | Клімат : Твін-Фоллс | Клімат : Твін-Фоллс | Клімат : Твін-Фоллс | Клімат : Твін-Фоллс | Клімат : Твін-Фоллс | Клімат : Твін-Фоллс | Клімат : Твін-Фоллс | Клімат : Твін-Фоллс | Клімат : Твін-Фоллс | Клімат : Твін-Фоллс | Клімат : Твін-Фоллс |
| Показник                | Січ.                | Лют.                | Бер.                | Квіт.               | Трав.               | Черв.               | Лип.                | Серп.               | Вер.                | Жовт.               | Лист.               | Груд.               | Рік                 |
| Абсолютний максимум, °C | 17,2                | 21,1                | 25,6                | 32,8                | 38,9                | 39,4                | 43,3                | 40,6                | 39,4                | 32,2                | 26,7                | 19,4                | 43,3                |
| Середній максимум, °C   | 1,6                 | 5,2                 | 10,4                | 15,3                | 19,8                | 25,0                | 29,4                | 28,9                | 23,4                | 16,9                | 7,9                 | 2,4                 | 15,6                |
| Середній мінімум, °C    | −7,1                | −4,8                | −1,8                | 0,9                 | 5,1                 | 8,9                 | 11,6                | 10,6                | 6,0                 | 1,2                 | −3,1                | −7,1                | 1,7                 |
| Абсолютний мінімум, °C  | −25                 | −27,2               | −15,6               | −7,8                | −4,4                | −0,6                | 3,3                 | 2,8                 | −4,4                | −11,7               | −18,9               | −29,4               | −29,4               |
| Норма опадів, мм        | 33                  | 24                  | 31                  | 24                  | 36                  | 21                  | 7                   | 10                  | 17                  | 20                  | 30                  | 28                  | 279                 |
| Днів з опадами          | 10,2                | 8,6                 | 9,9                 | 8,6                 | 9,0                 | 6,4                 | 3,3                 | 3,6                 | 4,2                 | 5,8                 | 9,3                 | 9,3                 | 88,2                |
| Днів зі снігом          | 6,8                 | 4,3                 | 3,4                 | 1,4                 | 0,5                 | 0,2                 | 0                   | 0                   | 0,1                 | 0,4                 | 3,5                 | 5,4                 | 26,0                |
| ----------------------- | ------------------- | ------------------- | ------------------- | ------------------- | ------------------- | ------------------- | ------------------- | ------------------- | ------------------- | ------------------- | ------------------- | ------------------- | ------------------- |
| Джерело: NOAA           |                     |                     |                     |                     |                     |                     |                     |                     |                     |                     |                     |                     |                     |

## Демографія

### Перепис 2010 року
За даними перепису 2010 року, у місті проживало 44 125 осіб у 16 744 домогосподарствах у складі 11 011 родин. Густота населення становила 941,2 ос./км². Було 18 033 помешкання, середня густота яких становила 384,7/км². Расовий склад міста: 88,5 % білих, 0,7 % афроамериканців, 0,8 % індіанців, 1,8 % азіатів, 0,1 % тихоокеанських остров'ян, 5,7 % інших рас, а також 2,6 % людей, які зараховують себе до двох або більше рас. Іспанці та латиноамериканці незалежно від раси становили 13,1 % населення.
Із 16 744 домогосподарств 35,1 % мали дітей віком до 18 років, які жили з батьками; 48,3 % були подружжями, які жили разом; 12,2 % мали господиню без чоловіка; 5,2 % мали господаря без дружини і 34,2 % не були родинами. 26,6 % домогосподарств складалися з однієї особи, в тому числі 10,9 % віком 65 і більше років. У середньому на домогосподарство припадало 2,58 мешканця, а середній розмір родини становив 3,13 особи.
Середній вік жителів міста становив 31,9 року. Із них 27 % були віком до 18 років; 11,7 % — від 18 до 24; 26,5 % від 25 до 44; 21,4 % від 45 до 64 і 13,4 % — 65 років або старші. Статевий склад населення: 48,7 % — чоловіки і 51,3 % — жінки.
Середній дохід на одне домашнє господарство  становив 52 605 доларів США (медіана — 41 927), а середній дохід на одну сім'ю — 59 681 долар (медіана — 51 541). Медіана доходів становила 40 214 долари для чоловіків та 26 922 долари для жінок. За межею бідності перебувало 17,1 % осіб, у тому числі 18,8 % дітей у віці до 18 років та 11,1 % осіб у віці 65 років та старших.
Цивільне працевлаштоване населення становило 21 427 осіб. Основні галузі зайнятості: освіта, охорона здоров'я та соціальна допомога — 21,4 %, роздрібна торгівля — 16,8 %, мистецтво, розваги та відпочинок — 10,6 %, виробництво — 10,0 %.